# قطعنامه ۱۲۱۲ شورای امنیت
قطعنامه  ۱۲۱۲ شورای امنیت سازمان ملل متحد که در تاریخ ۲۵ نوامبر ۱۹۹۸ تصویب شد، سندی بین‌المللی دربارهٔ مسئلهٔ هائیتی است. این قطعنامه طی نشست ۳۹۴۹ام با ۱۳ رای موافق، ۰ مخالف و ۲ ممتنع تصویب شد.